# ワン・ワールド・トレード・センター
ワン・ワールド・トレード・センター（英語: One World Trade Center、通称: ワン・ワールド・トレード〈One World Trade〉、ワンWTC〈One WTC〉、旧称: フリーダム・タワー〈Freedom Tower〉）は、アメリカ合衆国ニューヨーク州ニューヨーク市マンハッタン区にある超高層ビル。米国および西半球で最も高いビルであり、世界では6番目に高い。
ワールドトレードセンター跡地（グラウンド・ゼロ）に建てられ、2014年11月3日に開業した。
この建物の名前は、旧ワールドトレードセンターの北館と同じ名前である。旧WTC跡地の北西の角に位置している。

## 概要
ワールドトレードセンター跡地で進行中の再建計画は、1 ワールドトレードセンターなど6つの超高層ビルとツインタワー跡地の慰霊場、地下の商業施設、パストレイン・ニューヨーク市地下鉄・バスターミナル等のターミナル施設などからなる。そのうち最も高い1 ワールドトレードセンターの高さは、アメリカ独立の年にちなみ1,776フィート（約541m）（本体は約415m、尖塔部分含め約541m、延べ床面積約24万m²）である。
2009年3月26日、中国の企業万通集団が最初のテナントとなった。その直後、ニューヨーク・ニュージャージー港湾公社はビルの名称を当初のフリーダムタワー（Freedom Tower）から１ワールドトレードセンターに変更することも発表した。その理由は、同じ敷地内にある他のビル群が「番号 + ワールドトレードセンター」という揃った名称になっているため、異なる名称を付けるとビル全体の管理運営に支障をきたすからというものであり、港湾公社は創業者の馮侖が中国共産党と密接な万通集団との関連を否定した。
2015年11月13日、パリ同時多発テロ事件への抗議と哀悼としてトリコロールの3色にライトアップした。

## 設計

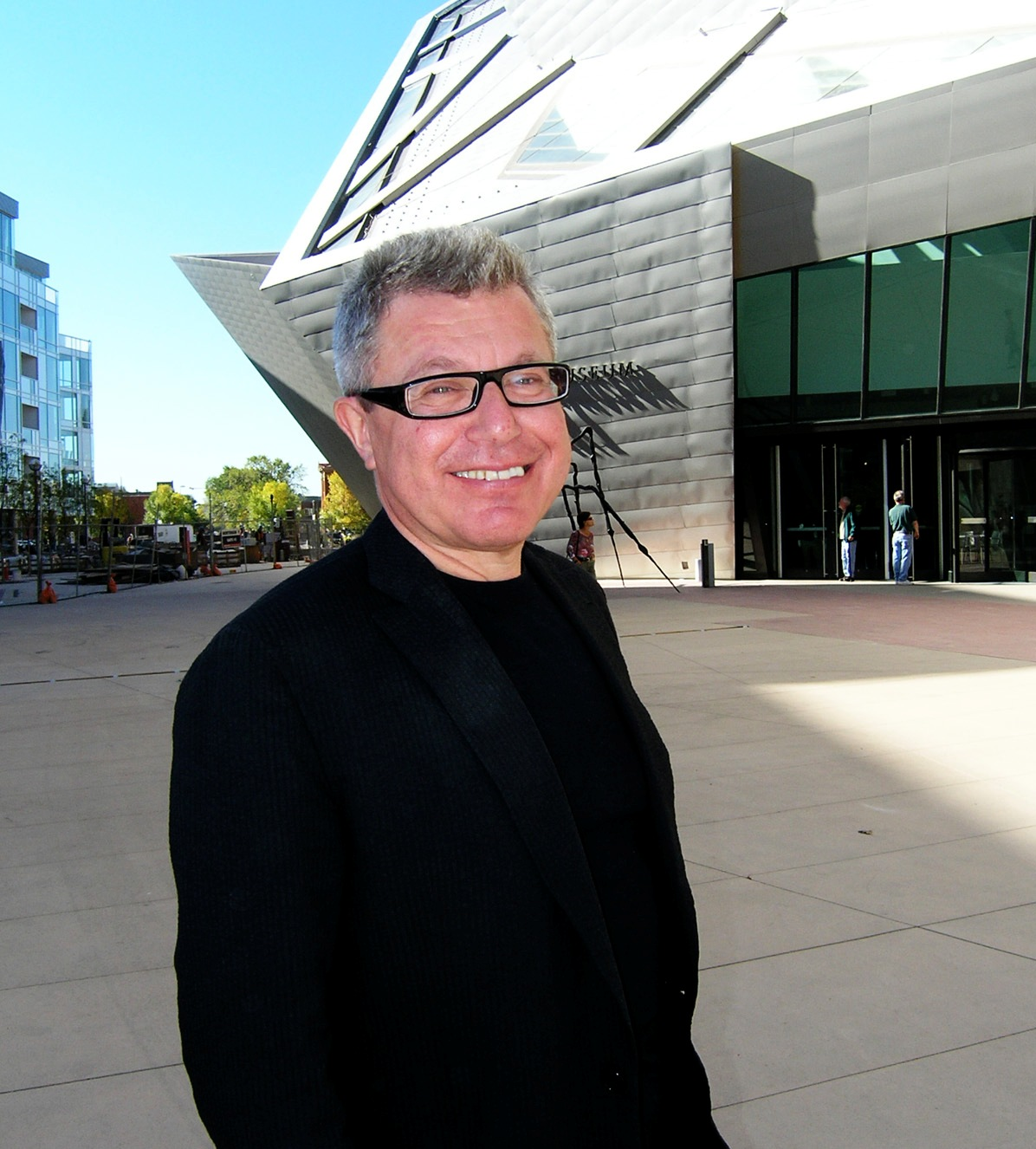
前フリーダムタワー設計者 ダニエル・リベスキンド

当初は2002年の国際コンペで7つの候補案の中から当選したダニエル・リベスキンドが、マスタープラン及びフリーダムタワーの設計を担当した。リベスキンド案のフリーダムタワーはモニュメント性の高いものであった。
しかし、旧WTCを港湾公社から長期リースしている不動産開発業者ラリー・シルバースタインは、収益性の低いリベスキンド案を嫌い、フリーダムタワーの設計にSOMのデイヴィッド・チャイルズを参加させて、計画案を大幅に変更させたため、リベスキンドとの間で訴訟さえ起きる事態となった。
両者は後に和解して折衷案が公表されたが、その後、治安担当機関などによる保安上の要請や土地所有者のニューヨーク・ニュージャージー港湾公社の意向等のため、計画案はさらに変更を余儀なくされた。結局リベスキンド案は全体の4%のみ残った。
当初は世界一の高さとなる予定であったが、計画の遅れのために、アラブ首長国連邦のドバイのブルジュ・ハリファ（地上168階建、尖塔高828m、軒高636.0m、2010年竣工）が先に完成することとなり、世界一高い建造物にはならなかった。

## 建設
2004年4月に着工（着工式開催）し、2006年には新しい7 ワールドトレードセンタービルが完成した。2009年には1 ワールドトレードセンターが完成する予定であったが、工事中に地下部分でテロ犠牲者の遺骨が見つかるという事態が度々発生し、その度に工事が中断・延期。2009年から使用されている新ヤンキー・スタジアムの建設計画とどちらを優先するかで市民の意見は分裂していたこともあった。さらに、世界金融危機による景気の悪化や資材の高騰などが重なるなどして工事が難航した。
紆余曲折を続けた建設だが、11年間ニューヨークで最も高いビルに返り咲いていたエンパイア・ステート・ビルディングを2012年4月30日に再び抜いて、フロアの高さで比べて同市一のビルになった。2013年5月10日には尖塔が取り付けられ、最頂部は541mに達し、ウィリス・タワーを超えて西半球で最も高いビルとなった。2014年11月3日に竣工し、開業した。

## ワールドトレードセンター・コンプレックス
ワールドトレードセンター跡地は、1 ワールドトレードセンターを含めて6つの超高層ビルと記念碑で再建される。
- 1 ワールドトレードセンター：2014年完成。541m、104階建て。
- 2 ワールドトレードセンター：2024年完成予定。411m、79階建て。
- 3 ワールドトレードセンター：2018年完成。378m、71階建て。
- 4 ワールドトレードセンター：2013年完成。297m、64階建て。
- 5 ワールドトレードセンター：2028年完成予定。226m、42階建て。
- 7 ワールドトレードセンター：2006年完成。高さ226m、52階建て。
- ナショナル・セプテンバー11メモリアル&ミュージアム：2011年9月11日博物館オープン。9月12日記念館オープン。

## 完成までのギャラリー

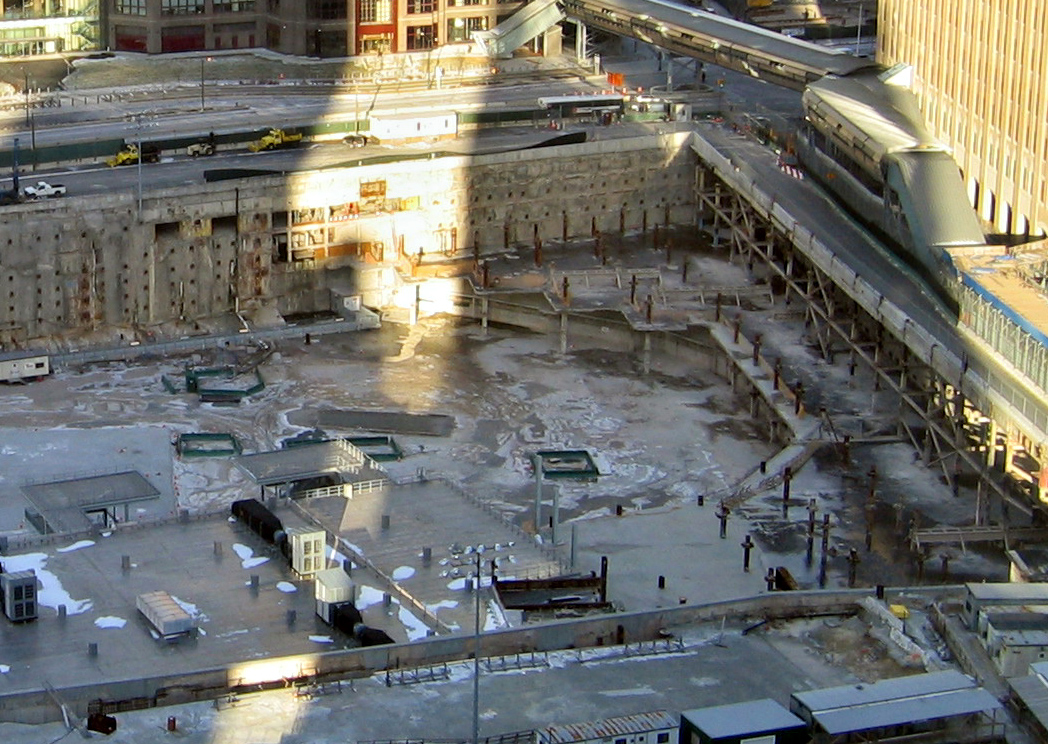
2006年1月15日
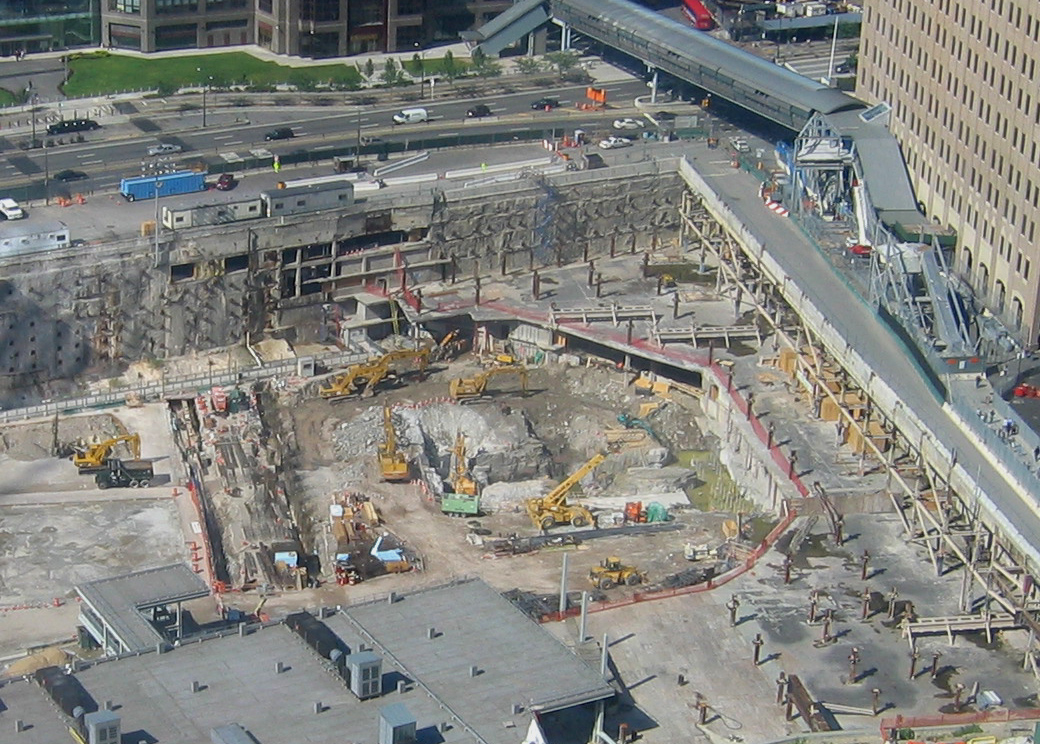
2006年10月7日
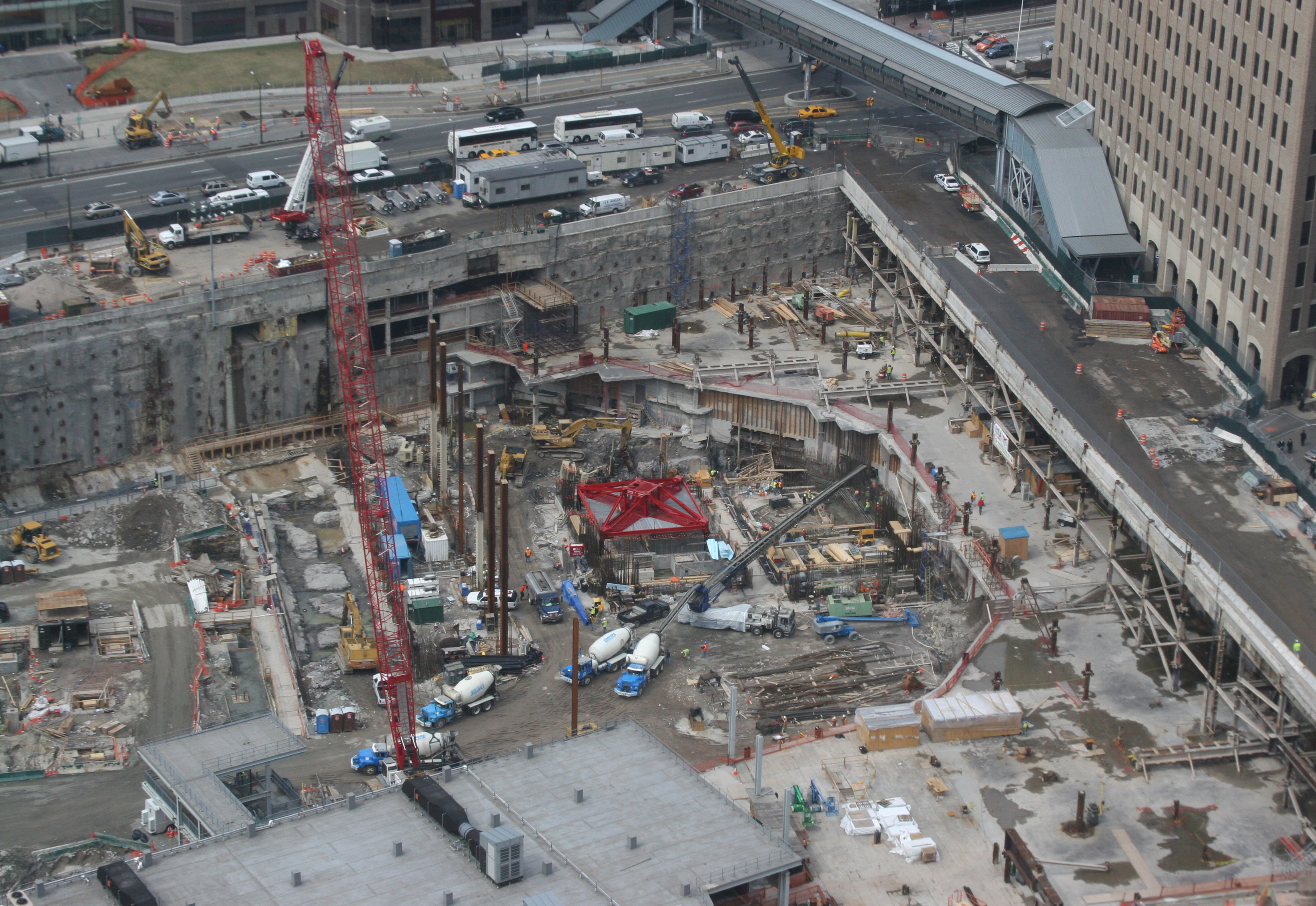
2007年3月26日
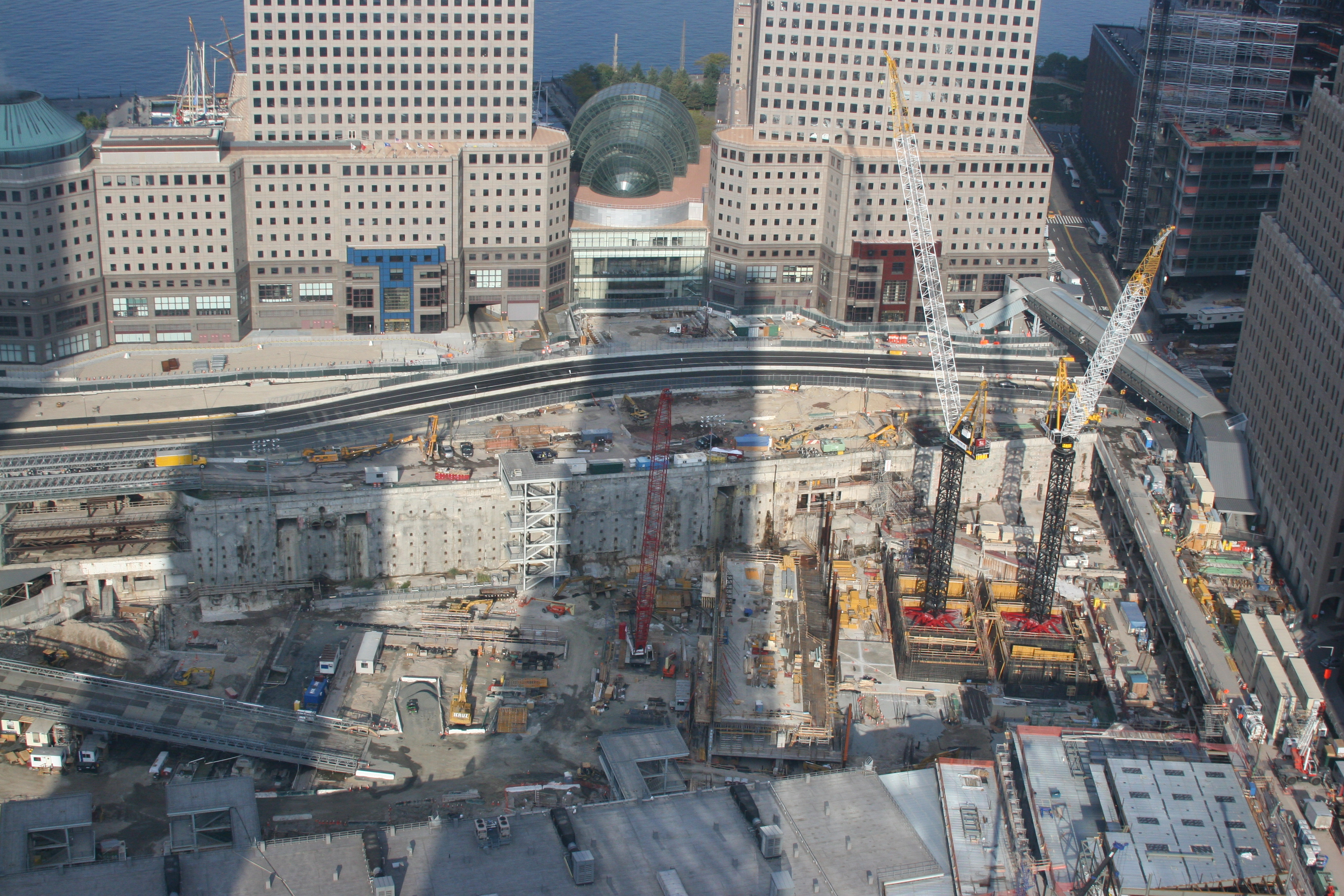
2007年10月7日
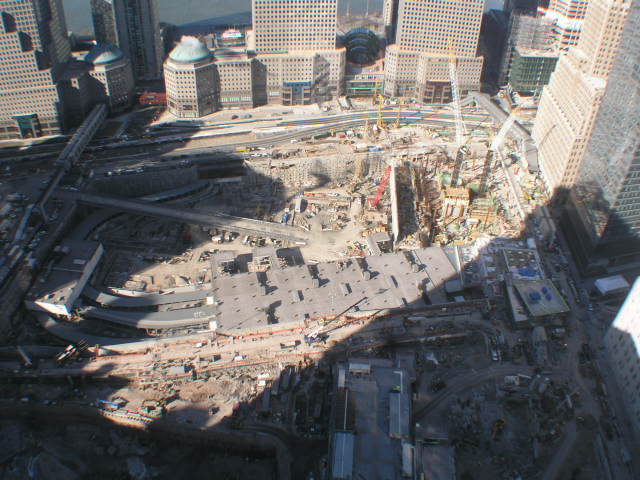
2008年1月21日
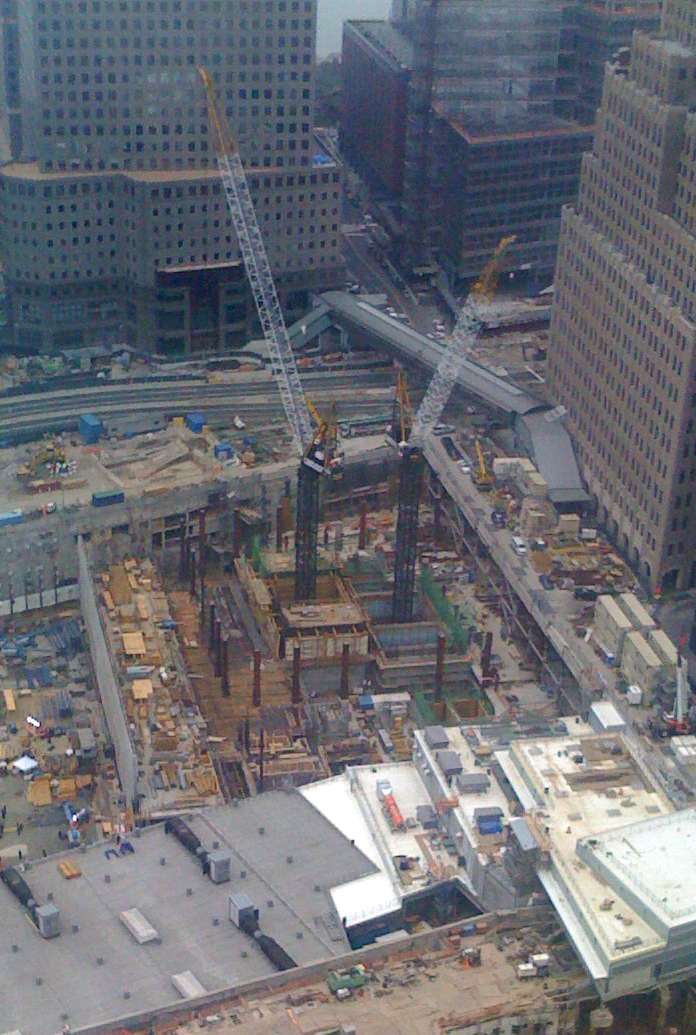
2008年4月20日
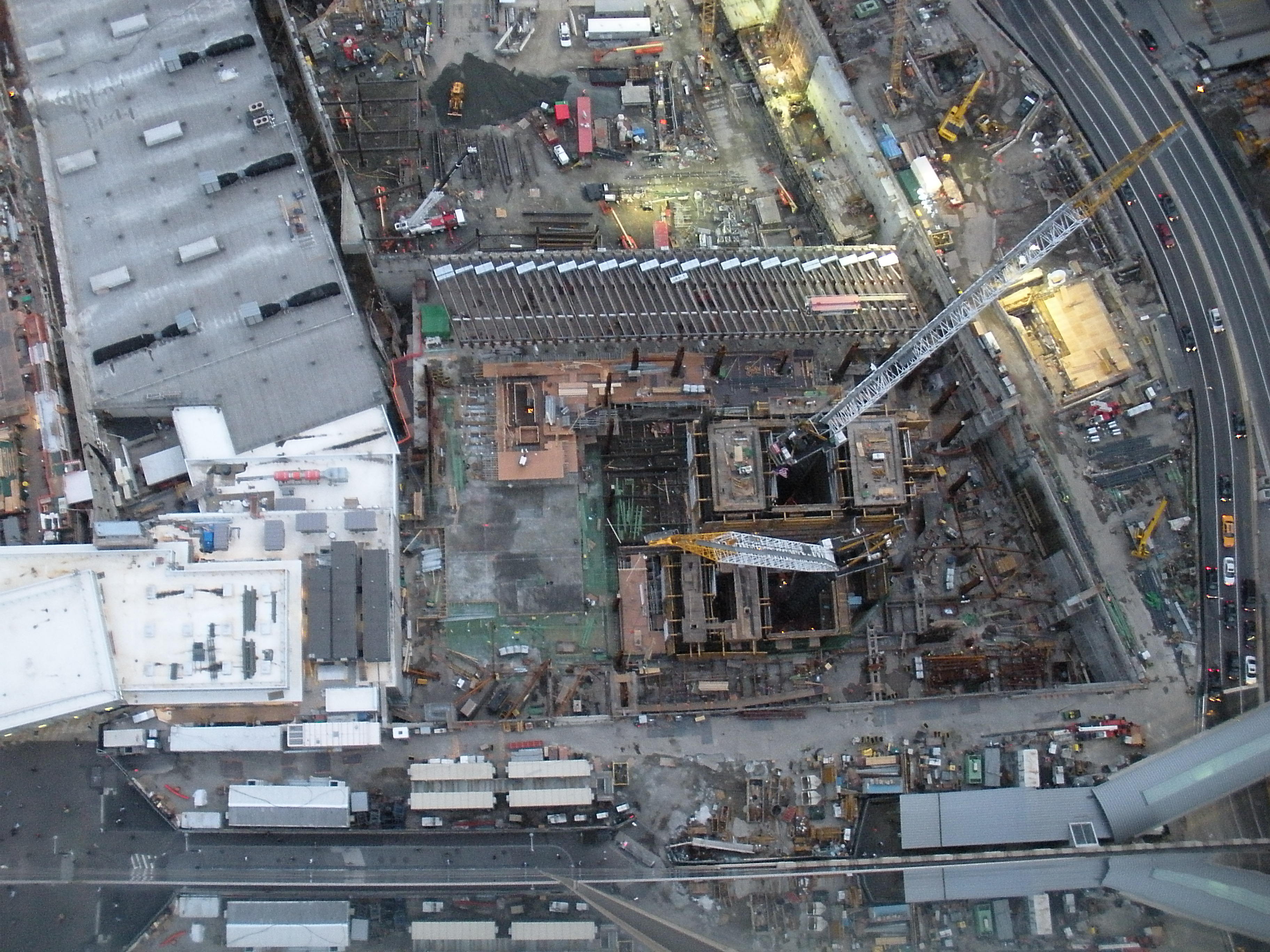
2008年9月10日
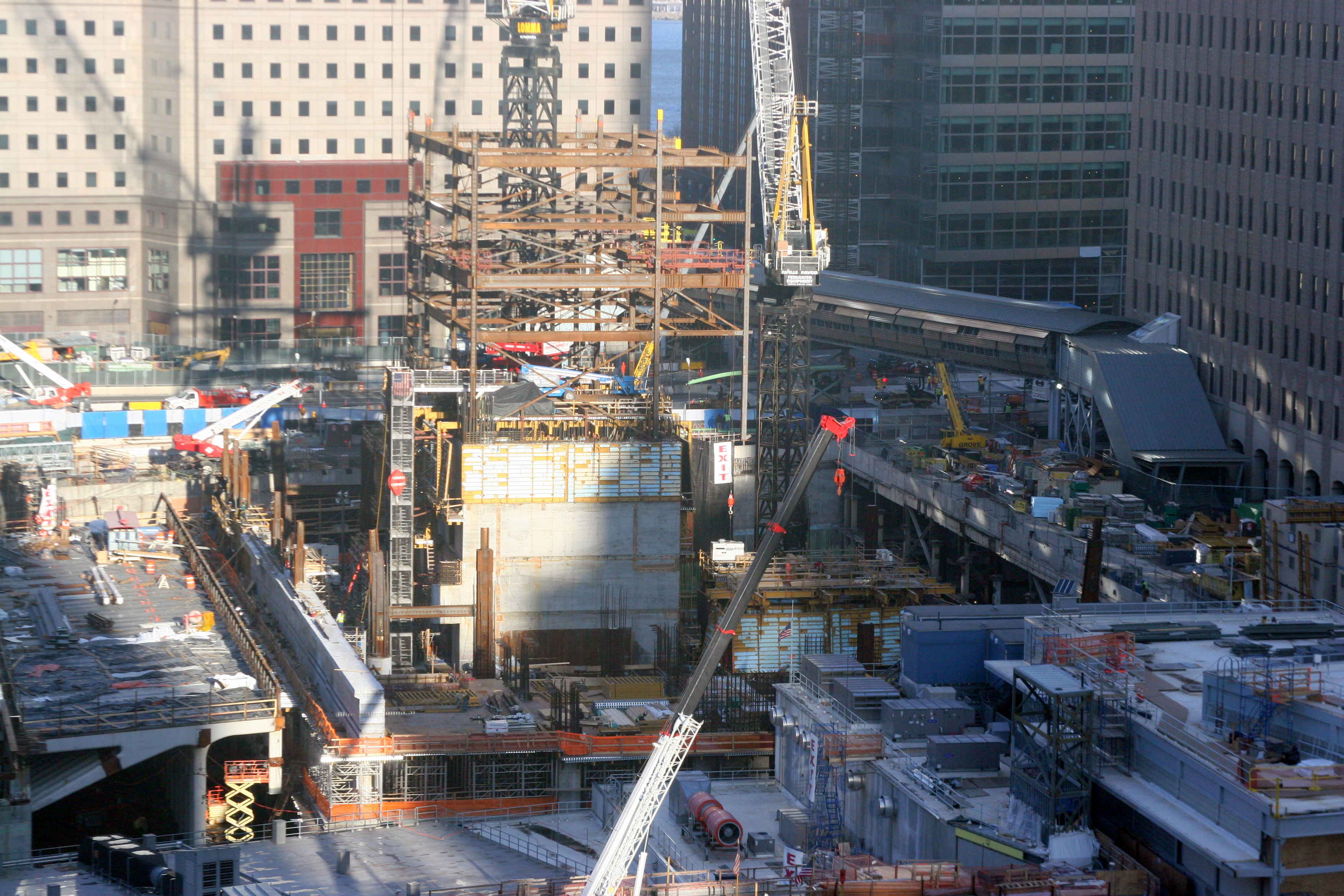
2009年2月28日
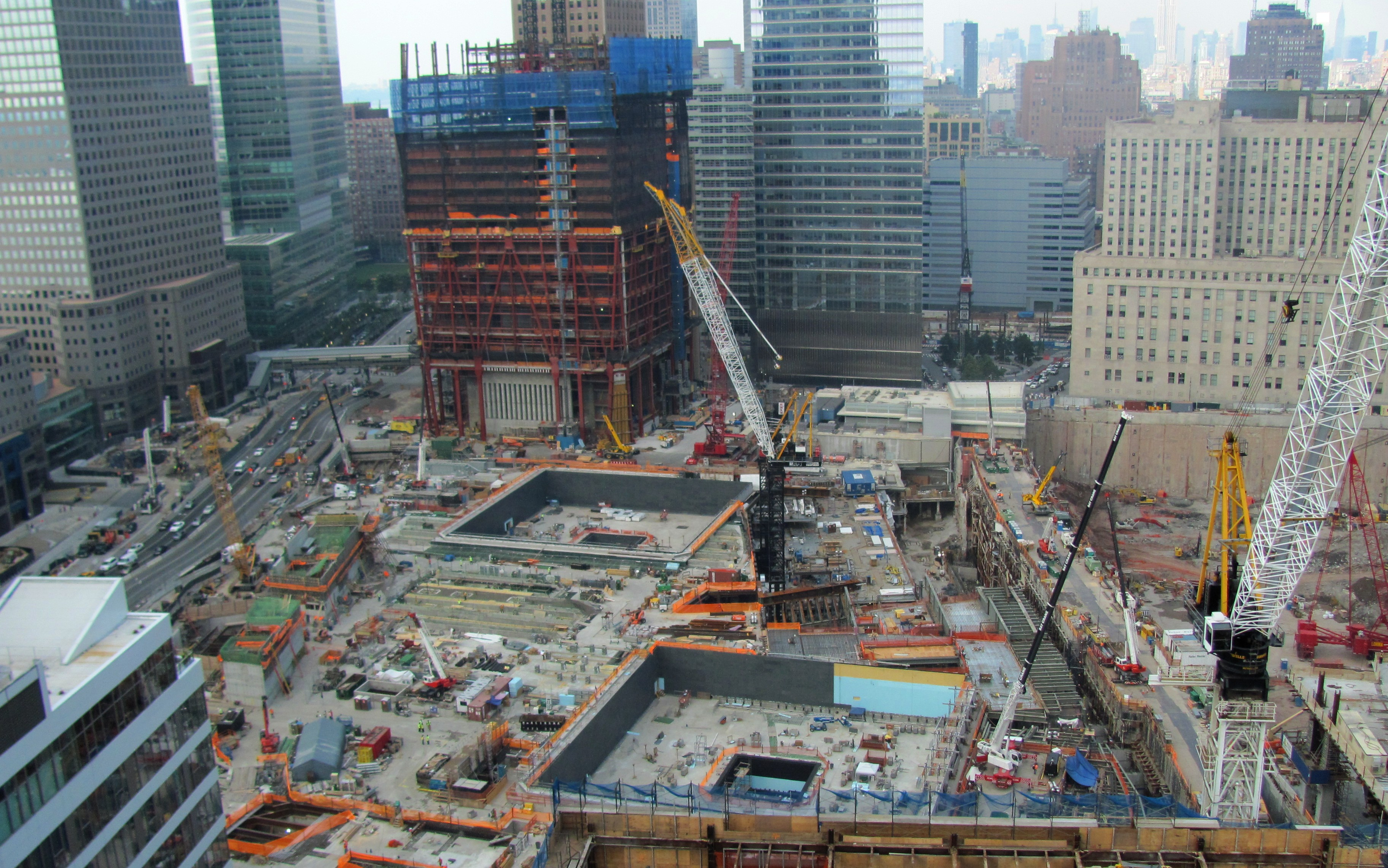
2010年7月28日
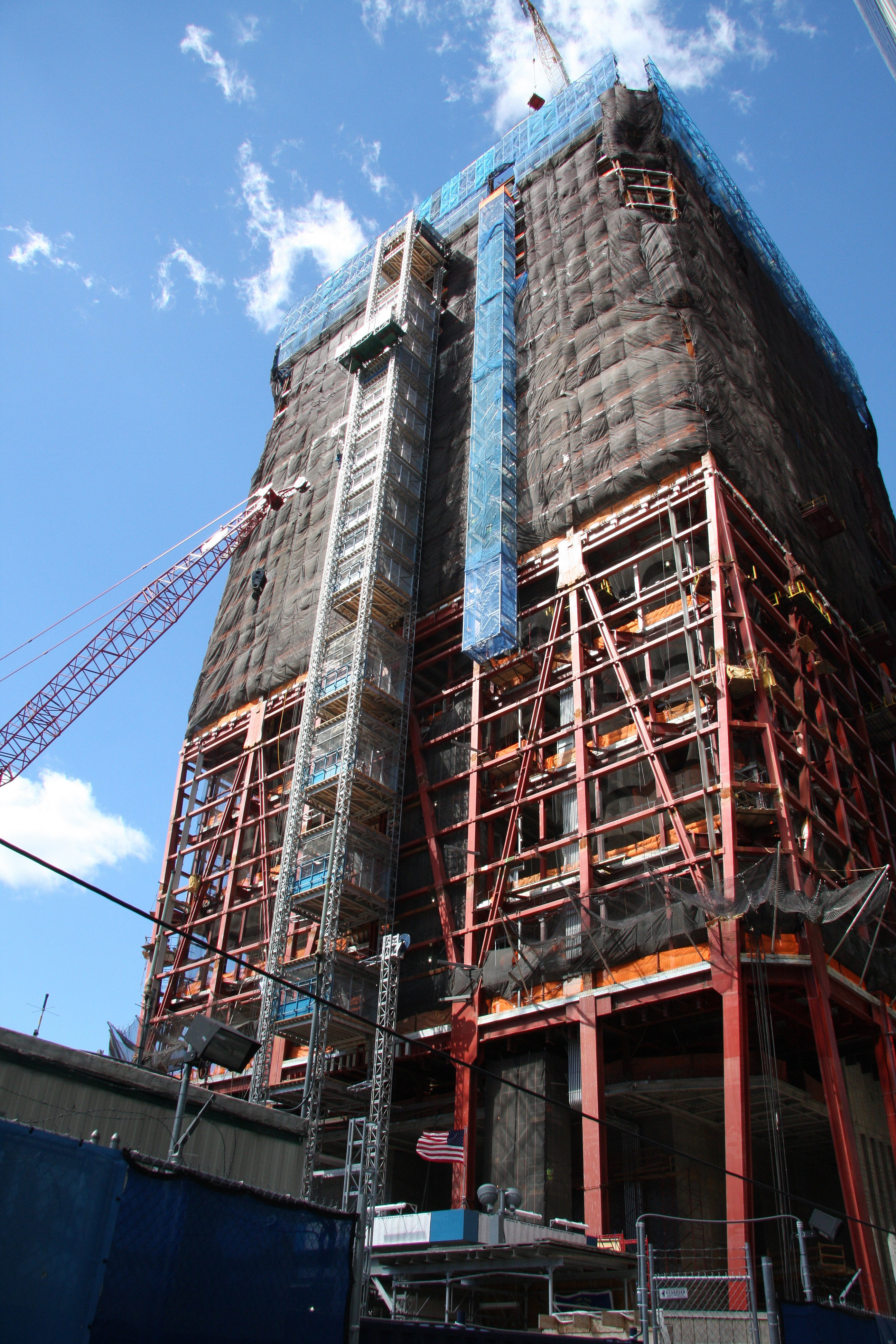
2010年9月15日
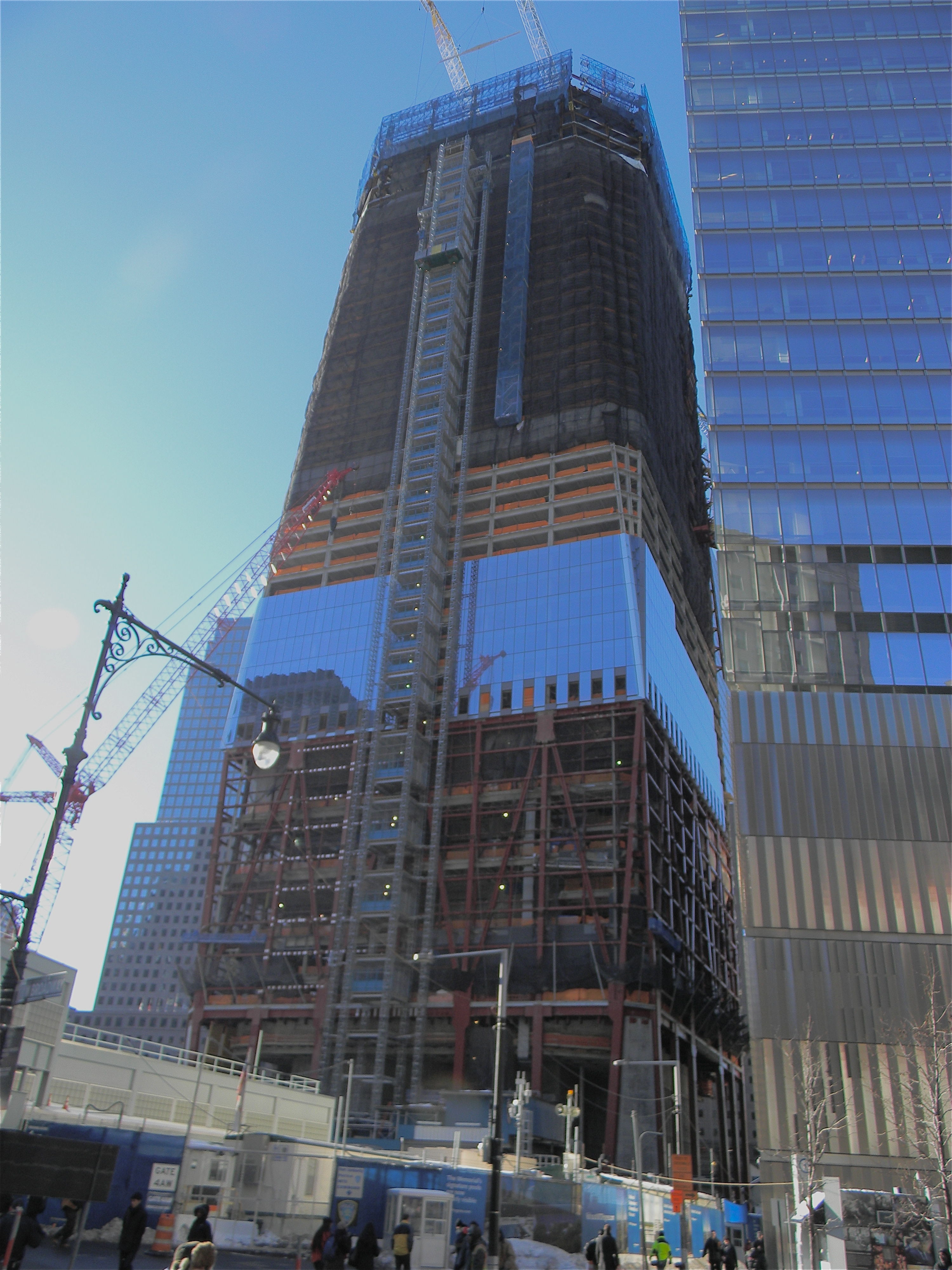
2011年1月13日
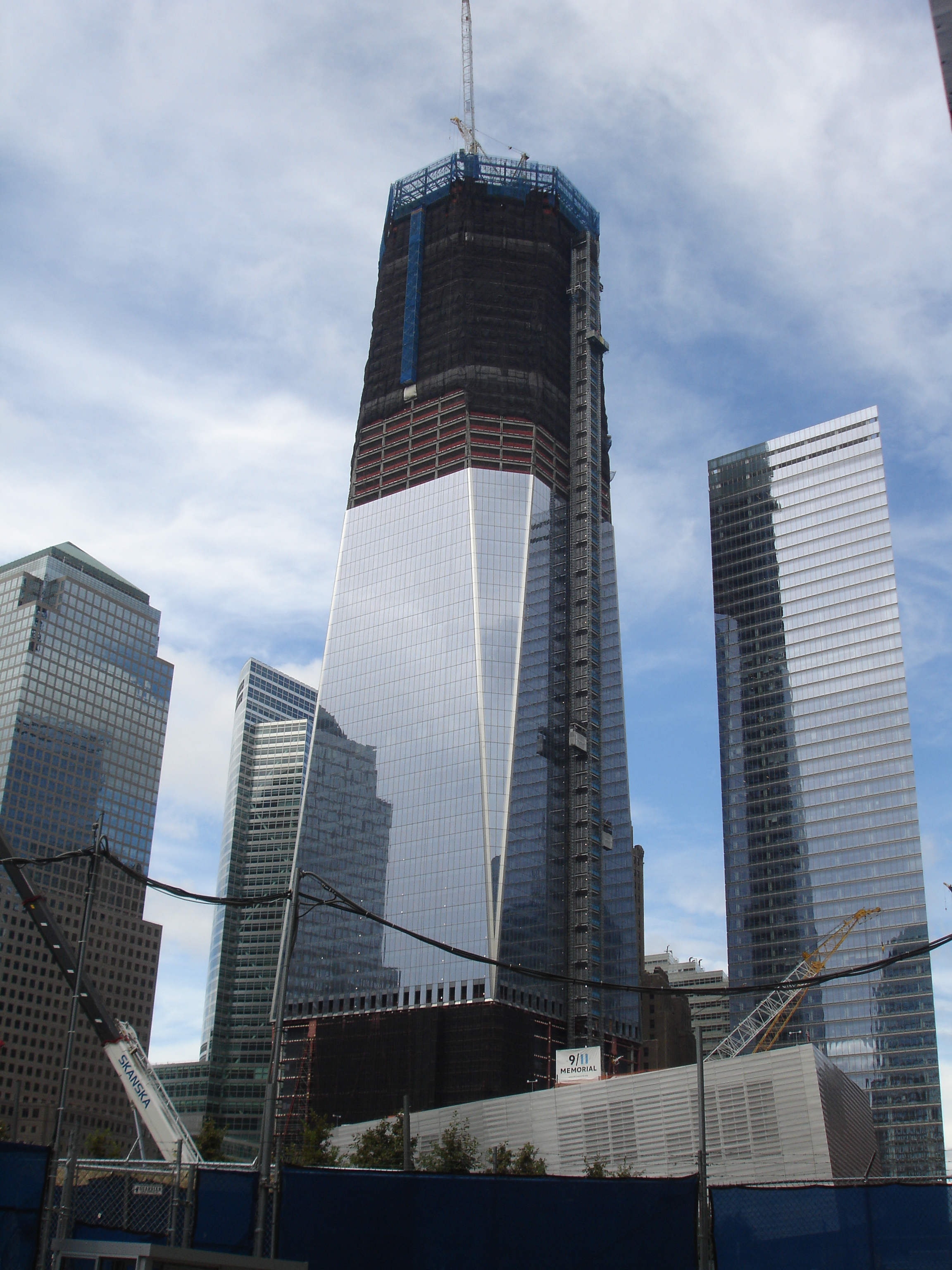
2011年8月16日
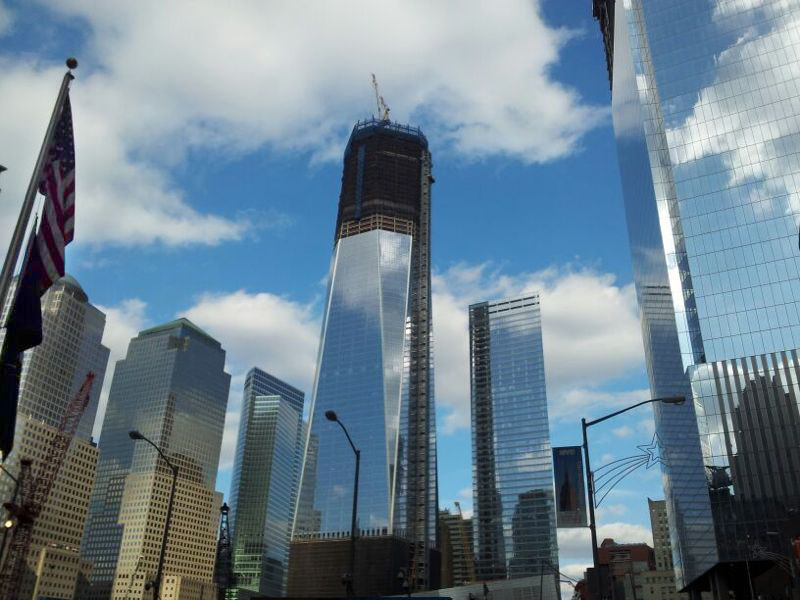
2011年12月23日
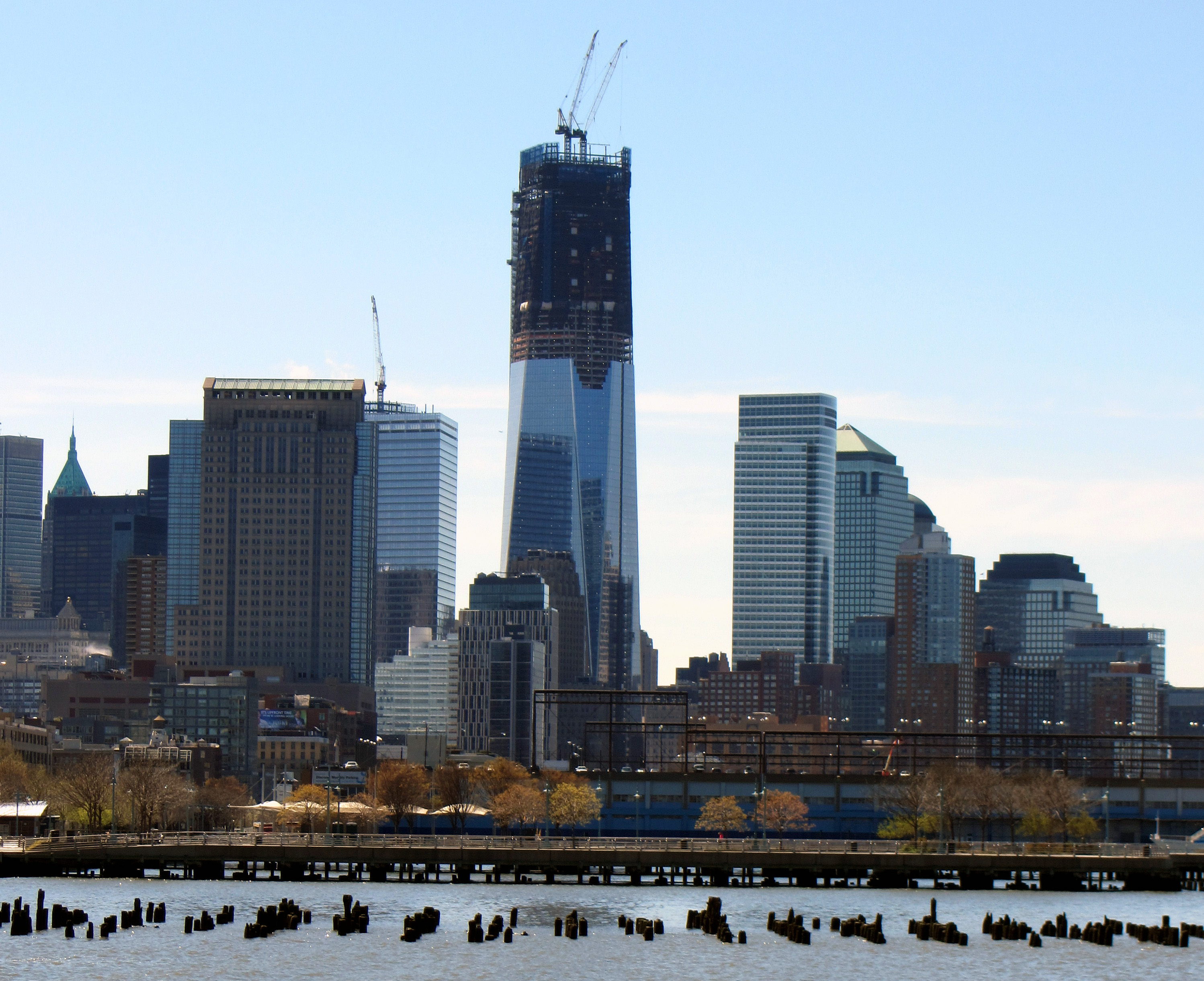
2012年4月5日
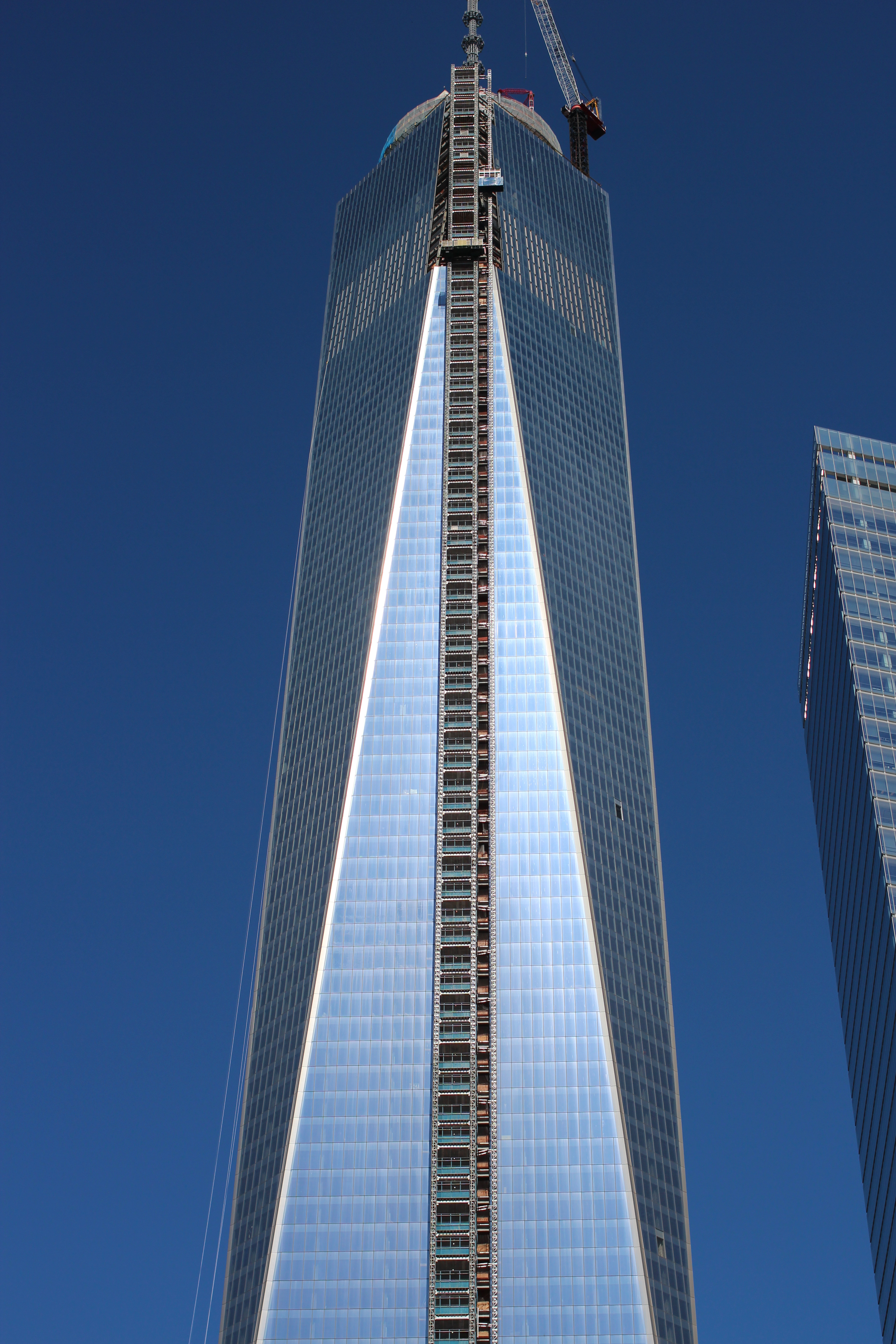
2013年8月14日
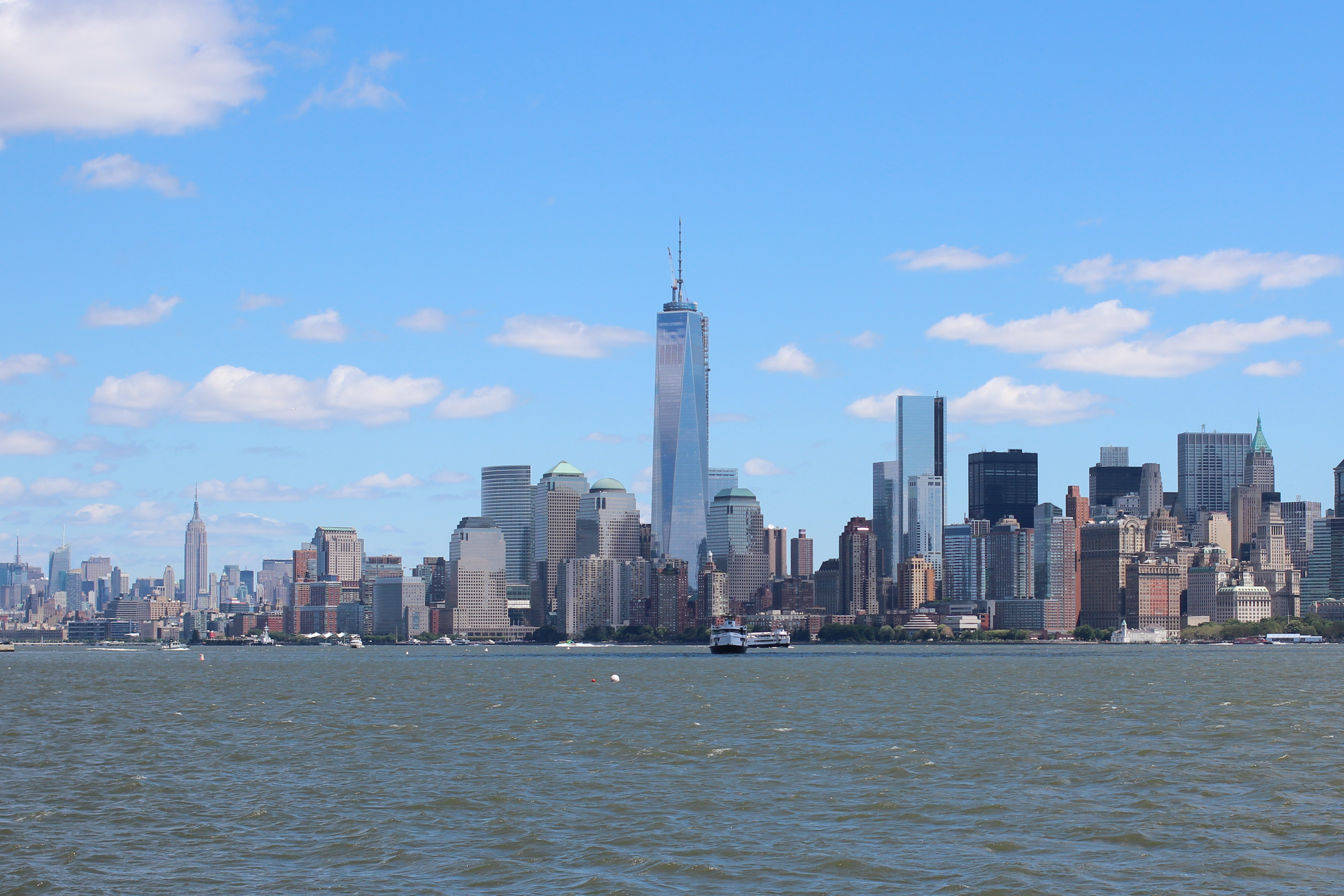
2013年8月15日